# Eisblume (Band)
Eisblume war eine 2008 gegründete deutsche Pop-Rock-Band aus Berlin, die sich aus der Sängerin Sotiria „Ria“ Schenk (* 1987 in Berlin) sowie Golo Schultz (Keyboard), Philipp Schardt (Bass), Philipp Schadebrodt (Schlagzeug) und Benny Baumann (Gitarre) zusammensetzte. Ihren Durchbruch hatte die Band 2009 mit dem Lied Eisblumen, einer Coverversion des gleichnamigen Titels der Folk Metalband Subway to Sally. 2013 löste sich die Band nach zwei Studioalben auf.

## Geschichte
Die Band um Frontsängerin Sotiria gründete sich Anfang 2008. Im Sommer des Jahres war die Band bereits Vorgruppe bei einigen Konzerten von Ich + Ich. Der TV-Sender VIVA unterstützte die Gruppe im Rahmen der Aktion „Artists Development“ mit einer „umfassenden medialen Förderung“.
Am 16. Januar 2009 erschien, begleitet von einem animierten Musikvideo, mit der Popballade Eisblumen, eine Coverversion des Titels von Subway to Sally aus dem Jahr 2005, auf dem Label B1 Recordings (Universal Music) ihre Debütsingle. Das Video zu Eisblumen, produziert von der Stockholmer Filmproduktion Kaktus Films wurde für einen ECHO in der Kategorie „Bestes Video national“ nominiert.
Das Debütalbum Unter dem Eis kam am 6. März 2009 ebenfalls bei dem Label B1 Recordings (Universal Music) heraus. Produziert wurde das Album von Ingo Politz (Valicon). Es platzierte sich auf Platz 12 der Deutschen Albencharts und Platz 24 in den Österreichischen Charts. Am 24. April 2009 folgte die zweite Singleauskopplung Leben ist schön, die es auf Platz 18 der Singlecharts in Deutschland schaffte.
Am 6. November 2009 veröffentlichte die Band mit Louise, eine deutschsprachige Coverversion des 2005 erschienenen Liedes der Pop-Rock-Band Bell Book & Candle, ihre dritte Single des Albums. Sie arbeitete für das Lied mit dem Frauenchor Scala & Kolacny Brothers zusammen, und es konnte sich auf Platz 29 in den Deutschen Singlecharts höchstplatzieren. Das dazugehörige Musikvideo entstand 2009 unter der Regie von Christian Schwochow und wurde von der Mutter & Vater Productions produziert.
Anfang März 2010 wurde bekannt, dass die Band mit der französischen Sängerin Jena Lee zusammenarbeitet, um eine französischsprachige Version des Liedes Eisblumen unter dem Titel Fleurs de glace (Eisblumen) zu veröffentlichen.
Ende Januar 2012 veröffentlichte die Band die Leadsingle Für immer zu ihrem zweiten Studioalbum Ewig, das am 3. Februar 2012 erschien. Für immer benutzt die Melodie von River Flows in You des koreanischen Pianisten Yiruma. Das zweite Album konnte sich in den deutschsprachigen Ländern und somit erstmals auch in der Schweizer Hitparade platzieren. Es erreichte Platz 17 in Deutschland, in Österreich Platz 41 und in der Schweiz Platz 43.
Die Band löste sich 2013 auf. Die Frontsängerin Sotiria begann 2016, zusammen mit Henning Verlage von Unheilig, an einem Soloalbum zu arbeiten, das im Herbst 2018 unter dem Titel Hallo Leben erschien. Die Sängerin Sotiria Ria Schenk gab im Jahr 2025 auf ihrem TikTok-Account an, dass ihr damaliger Manager Joe Chialo sich umfassende Markenrechte an dem Bandnamen gesichert hätte, und sie deshalb nicht mehr unter dem Namen auftreten können.

## Visueller Stil
Die Band lehnte sich optisch an Tim Burtons Werke und den Manga/Anime-Stil an.

## Namensproblematik
Bereits 2004 veröffentlichte die Hamburger Künstlerin Christine Westphal unter dem Projektnamen eisblume* ein gleichnamiges Musikalbum. 2009 wurde dies bei Couvade Records noch einmal veröffentlicht.

„Eisblume gründete ich schon 2004. Unter diesem Namen veröffentlichte ich ein independent Album und hatte viele Kooperationen mit verschiedensten Künstlern. Deshalb konnte das Berliner Projekt mir den Namen nicht verbieten. Ich habe es leider versäumt meinen Namen als Marke schützen zu lassen. Natürlich kommt es zu Verwechslungen. Bisher konnte ich mich nicht zu einer Namensänderung durchringen …“

## Diskografie

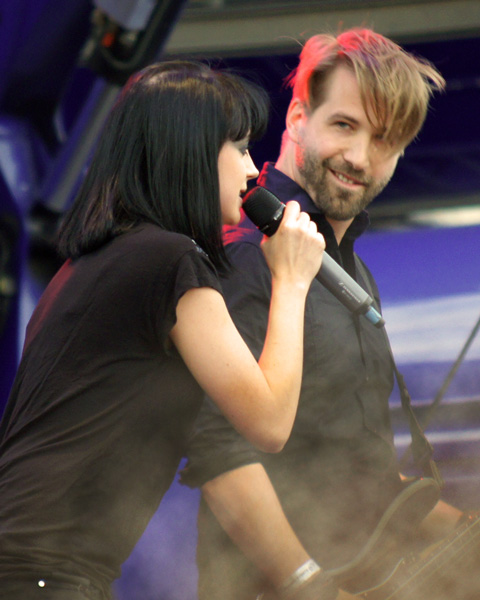
Sängerin Ria mit Gitarrist Benny Baumann beim Leipziger Stadtfest (2013)

### Studioalben
| Jahr | Titel         | Höchstplatzierung, Gesamtwochen, AuszeichnungChartplatzierungen (Jahr, Titel, Platzierungen, Wochen, Auszeichnungen, Anmerkungen) | Höchstplatzierung, Gesamtwochen, AuszeichnungChartplatzierungen (Jahr, Titel, Platzierungen, Wochen, Auszeichnungen, Anmerkungen) | Höchstplatzierung, Gesamtwochen, AuszeichnungChartplatzierungen (Jahr, Titel, Platzierungen, Wochen, Auszeichnungen, Anmerkungen) | Anmerkungen                           |
| Jahr | Titel         | DE | AT | CH | Anmerkungen                           |
| ---- | ------------- | --- | --- | --- | ------------------------------------- |
| 2009 | Unter dem Eis | DE12 (15 Wo.)DE | AT24 (7 Wo.)AT | — | Erstveröffentlichung: 6. März 2009    |
| 2012 | Ewig          | DE17 (5 Wo.)DE | AT41 (1 Wo.)AT | CH43 (2 Wo.)CH | Erstveröffentlichung: 3. Februar 2012 |

### Singles
| Jahr | Titel Album                   | Höchstplatzierung, Gesamtwochen, AuszeichnungChartplatzierungen (Jahr, Titel, Album, Platzierungen, Wochen, Auszeichnungen, Anmerkungen) | Höchstplatzierung, Gesamtwochen, AuszeichnungChartplatzierungen (Jahr, Titel, Album, Platzierungen, Wochen, Auszeichnungen, Anmerkungen) | Höchstplatzierung, Gesamtwochen, AuszeichnungChartplatzierungen (Jahr, Titel, Album, Platzierungen, Wochen, Auszeichnungen, Anmerkungen) | Anmerkungen                                                     |
| Jahr | Titel Album                   | DE | AT | CH | Anmerkungen                                                     |
| ---- | ----------------------------- | --- | --- | --- | --------------------------------------------------------------- |
| 2009 | Eisblumen Unter dem Eis       | DE3 (18 Wo.)DE | AT25 (13 Wo.)AT | CH97 (1 Wo.)CH | Erstveröffentlichung: 16. Januar 2009 Original: Subway to Sally |
| 2009 | Leben ist schön Unter dem Eis | DE18 (9 Wo.)DE | AT55 (3 Wo.)AT | — | Erstveröffentlichung: 24. April 2009                            |
| 2009 | Louise Unter dem Eis          | DE29 (6 Wo.)DE | — | — | Erstveröffentlichung: 6. November 2009 feat. Scala              |
| 2012 | Für immer Ewig                | DE29 (5 Wo.)DE | AT60 (3 Wo.)AT | CH73 (1 Wo.)CH | Erstveröffentlichung: 20. Januar 2012                           |